# Radiohead for Haiti
Radiohead for Haiti és un vídeo sobre el concert realitzat per la banda britànica Radiohead el dia 24 de gener de 2010 al Henry Fonda Theatre de Hollywood, Estats Units. El material fou enregistrat per catorze membres del públic i la versió completa del concert fou penjada al YouTube de 24 de desembre de 2010.

## Llista de cançons
1. "Faust Arp"
2. "Fake Plastic Trees"
3. "Weird Fishes/Arpeggi"
4. "The National Anthem"
5. "Nude"
6. "Karma Police"
7. "Kid A"
8. "Morning Bell"
9. "How To Disappear Completely"
10. "A Wolf At The Door"
11. "The Bends"
12. "Reckoner"
13. "Lucky"
14. "Bodysnatchers"
15. "Dollars And Cents"
16. "Airbag"
17. "Exit Music (For a Film)"
18. "Everything in Its Right Place"
19. "You and Whose Army?"
20. "Pyramid Song"
21. "All I Need"
22. "Lotus Flower"
23. "Paranoid Android"
24. "Street Spirit (Fade Out)"

## Personal
- Colin Greenwood – baix, teclats, percussió
- Jonny Greenwood – guitarra, teclats, ones Martenot, sintetitzador, glockenspiel, percussió
- Ed O'Brien – guitarra, sampler, percussió, veus addicionals
- Phil Selway – bateria, percussió, veus addicionals
- Thom Yorke – cantant, guitarra, piano, teclats, percussió